# Escorxador municipal de Mataró
L'antic escorxador municipal de Mataró és una obra modernista protegida com a bé cultural d'interès local del municipi de Mataró (Maresme). Fou projectat l'any 1909 per l'enginyer mataroní Melcior de Palau i Simon i s'acabà de construir el 1915.

## Descripció
El complex de l'escorxador està format per un conjunt d'edificis dins un recinte tancat per un mur i tanques de ferro forjat, amb una superfície propera als 15.000 metres quadrats. L'edifici principal el formen tres naus de planta baixa i tipologia basilical connectades entre si per uns passos coberts (abans amb les guies de transport del bestiar).
La coberta, amb les teules vidriades de colors, és a dues aigües amb la part central més alçada permetent l'entrada de llum zenital i la ventilació. A l'interior les parets estaven protegides amb un arrambador de ceràmica vidriada utilitzada també com a ornament en les finestres. A l'exterior l'estructura es reflecteix a les façanes amb unes pilastres i arcs d'obra vista amb finestres de vitralls de colors (groc i rosat).
El conjunt del recinte es completa amb altres edificis auxiliars disposats al voltant de les naus principals: l'edifici de la triperia, els corrals, la porteria i el dipòsit elevat d'aigua (de planta octogonal i decorat amb ceràmica vidriada de colors). Tot el conjunt constitueix un interessant exemple de complex industrial modernista.

## Història
L'escorxador municipal de Mataró es va inaugurar l'any 1915 sota l'alcaldia d'Emili Arañó. El 1907 l'ajuntament havia creat una comissió especial per a la construcció d'un nou escorxador municipal per substituir l'existent en el mercat de la plaça Gran. El 1908 va comprar uns terrenys als afores de la ciutat, a prop de la Riera de Sant Simó, al carrer de Puerto Rico (actualment carrer Prat de la Riba). La comissió va encarregar el projecte 1909 a Melcior de Palau i Simón, suposant l'obra més important de l'arquitecte i el primer escorxador d'aquest estil adequat a les normes d'higiene i de capacitat.
L'escorxador va prestar servei a la ciutat fins a l'any 1986 per no reunir les condicions tècnico-sanitàries mínimes (el 1976 s'havia aprovat la Ley Sanitaria, una normativa per a la modernització dels escorxadors).

## Ús actual
El conjunt va ser declarat Bé Cultural d'Interès Local (BCIL) l'any 1996, i tres anys més tard es va incloure en el Pla Especial de Patrimoni Arquitectònic de la ciutat, moment a partir del qual s'adequaren les naus principals per allotjar el servei de manteniment i els serveis municipals.
El 2007 l'edifici que acollia la triperia esdevingué l'Escola Bressol Els Menuts. I l'abril del 2008 s'inaugurà dins el recinte, en l'espai que havien ocupat corrals, el nou edifici de la colla castellera Capgrossos de Mataró.
Entre el 2010 i el 2013 es va dur a terme la rehabilitació del conjunt principal format per les tres naus de l'antic escorxador per donar-li un nou ús com a biblioteca pública. El projecte va ser executat per l'arquitecta municipal Dolors Periel. Es van adaptar les tres naus de matança per a ús com a biblioteca pública. Les naus van ser reparades i emfasitzades, enderrocant els cossos adossats a la part posterior de cadascuna i el cos adossat a la part anterior de la nau central (antiga càmera de carn). Les construccions enderrocades van ser substituïdes per nous volums moderns, amb coberta plana i lluernes longitudinals que segueixen el mateix eix que els de les naus principals. Les façanes dels nous elements són vidriades, amb lames de pedra horitzontals per protegir l'interior del sol. El volum ubicat a la part anterior de la nau central, amb la qual es relaciona a través d'un pati soterrat, fa les funcions d'accés a la nova biblioteca. A l'interior, per remarcar el valor de l'espai, les tres naus no tenen cap mena de compartimentació. a la nau central és destacable la construcció d'un altell format per dos rectangles aïllats de la resta d'elements de l'edifici, que recorren la nau longitudinalment, enllaçats per dues passeres. Aquest nou element permet una visió espacial inèdita de l'interior de la nau. S'han mantingut els passadissos de comunicació entre les naus, modernitzant-los amb tancaments vidriats i a l'actual sala d'actes (nau de matança de bestiar boví) s'ha mantingut part de les guies que es feien servir per al transport del bestiar. En total, el nou equipament té una superfície de més de 2.000m².
El 3 de febrer de l'any 2013 el conjunt va obrir les portes com a biblioteca Antoni Comas.

## Galeria d'imatges

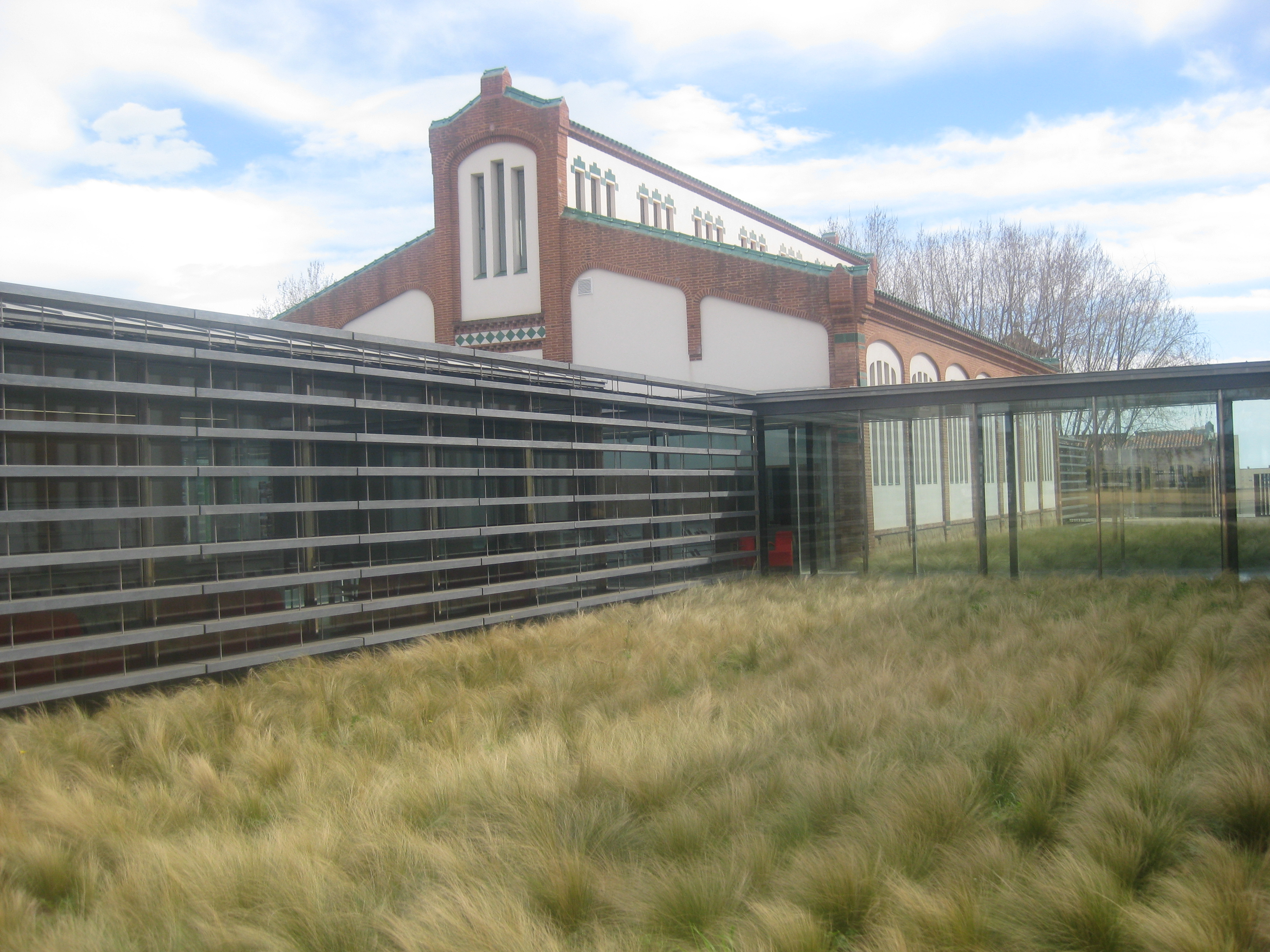
Vestíbul i nau central al 2014, ja com a biblioteca pública
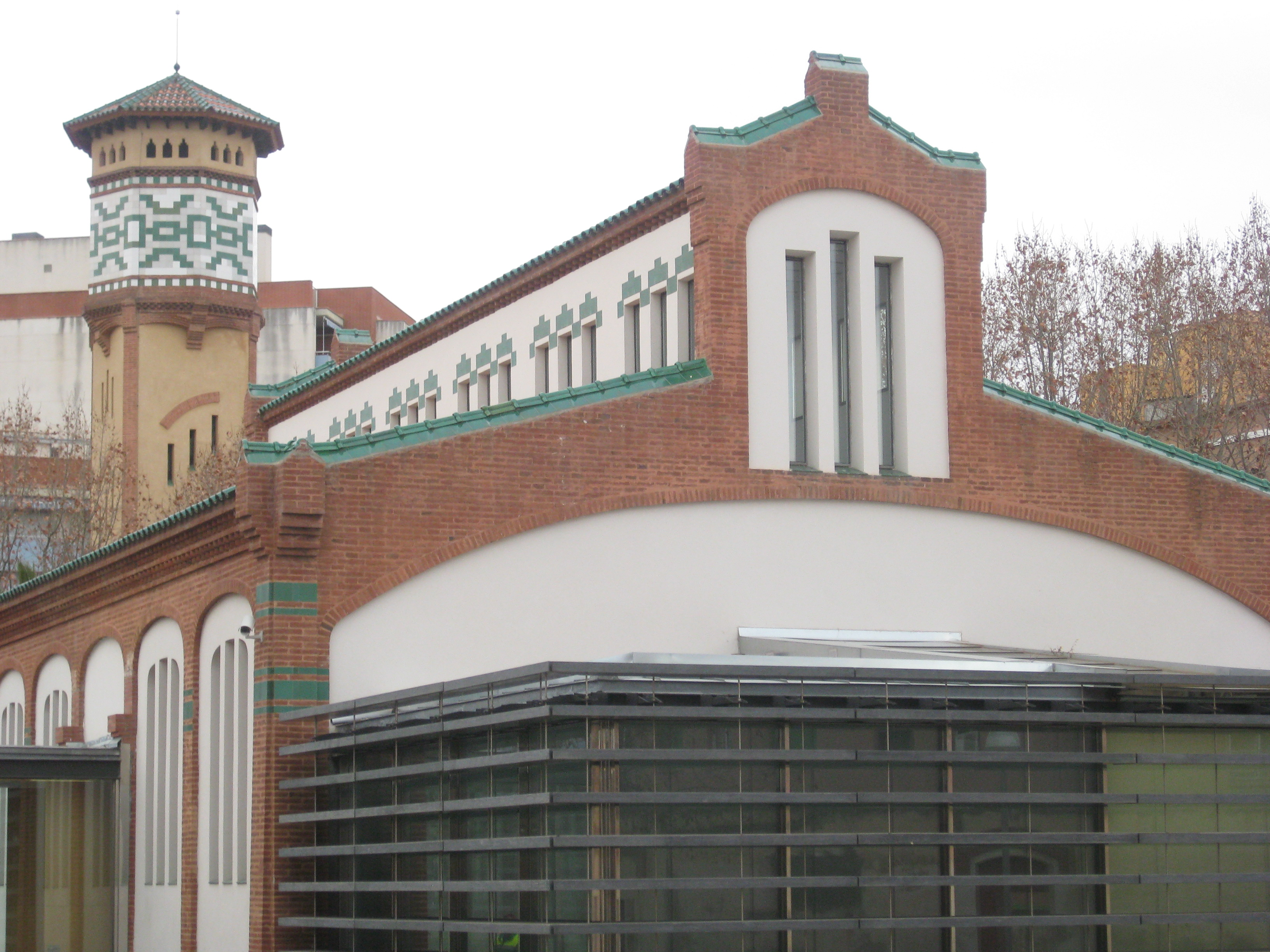
Nau central al 2013 amb cós afegit a la rehabilitació. Al fons, dipòsit d'aigua elevat.
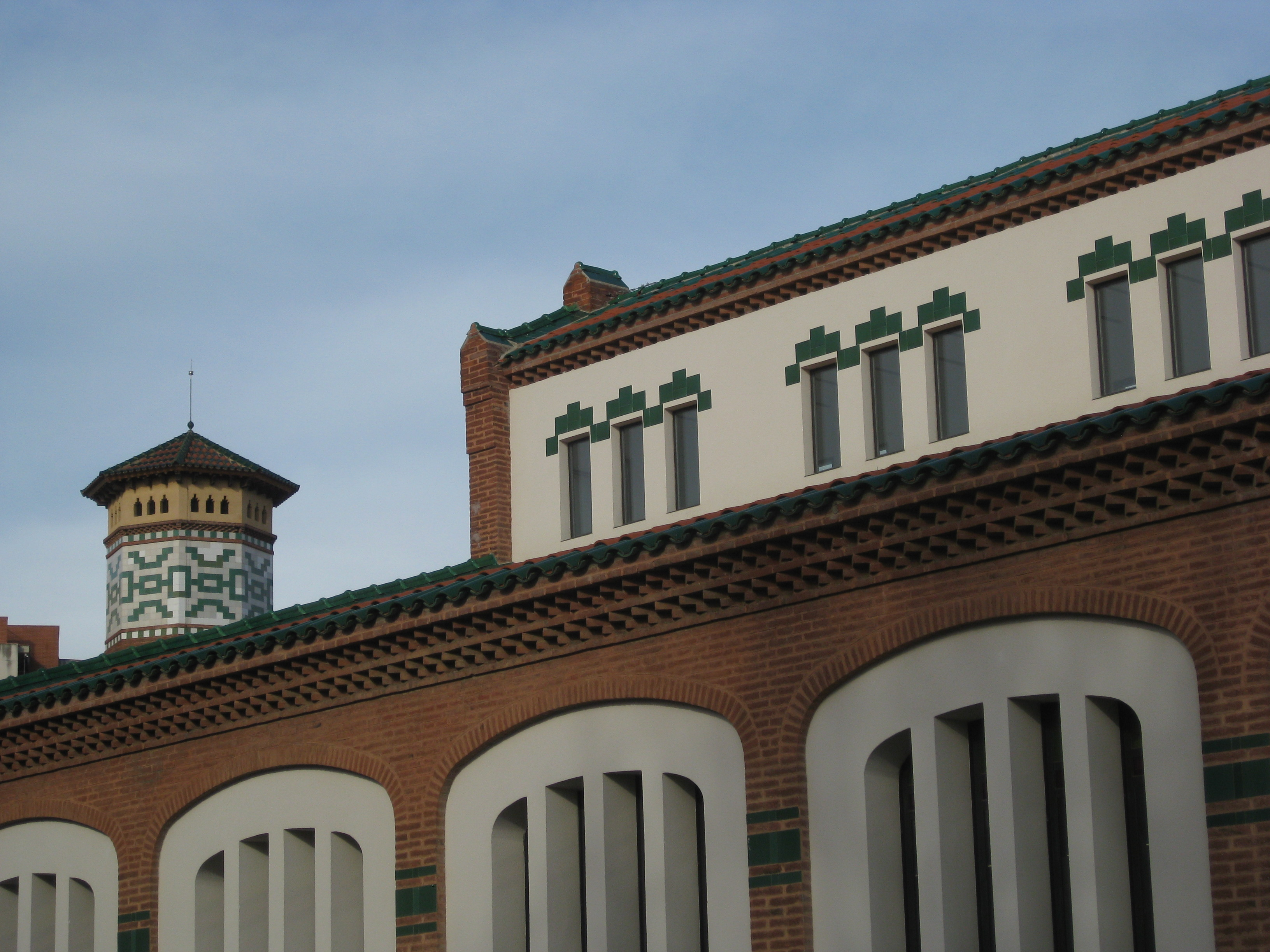
Nau central i torre del dipòsti d'aigua elevat (2013)
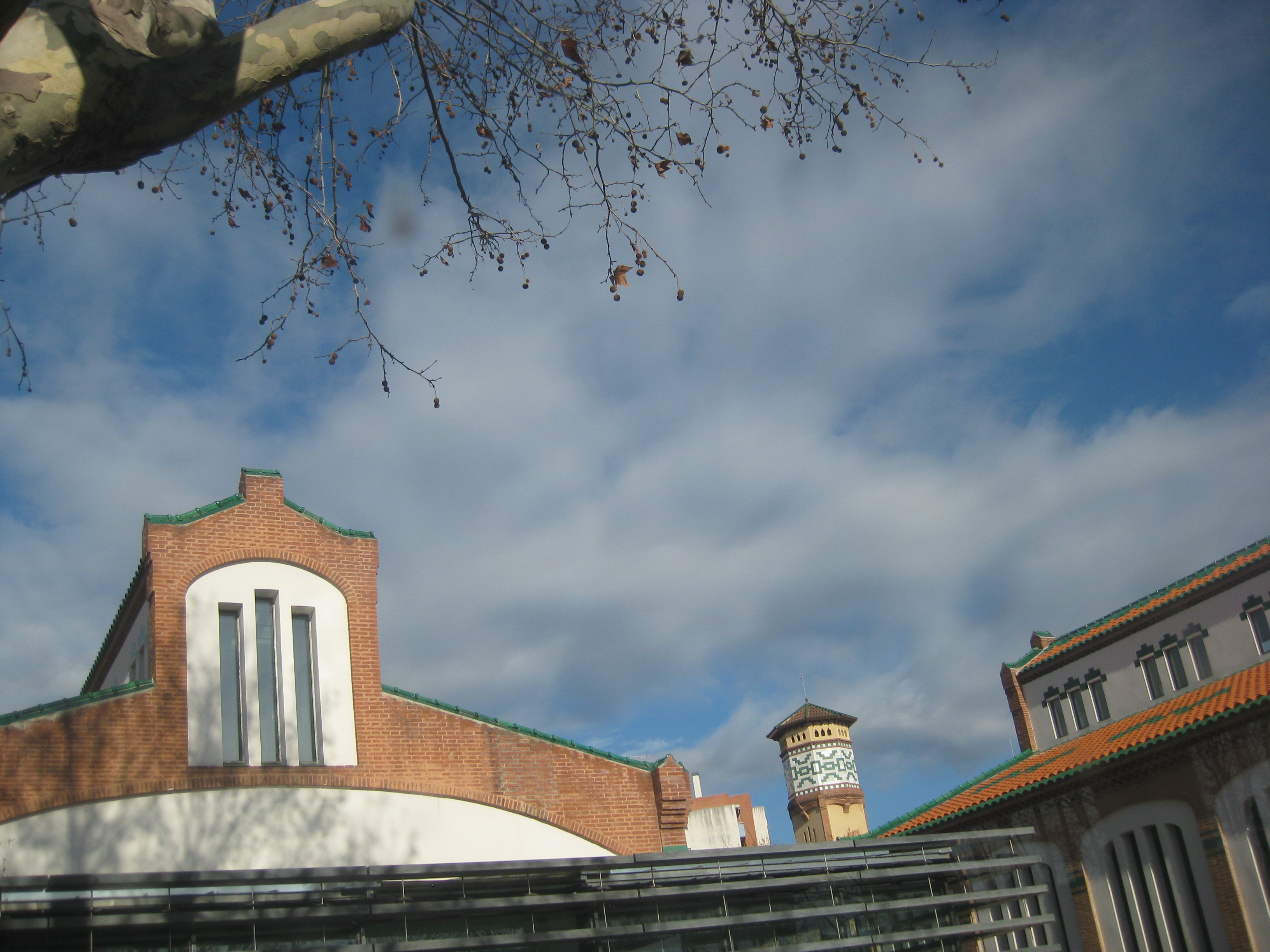
Nau de matança del porcí, amb nou cós afegit en la rehabilitació per a ús com a biblioteca pública.
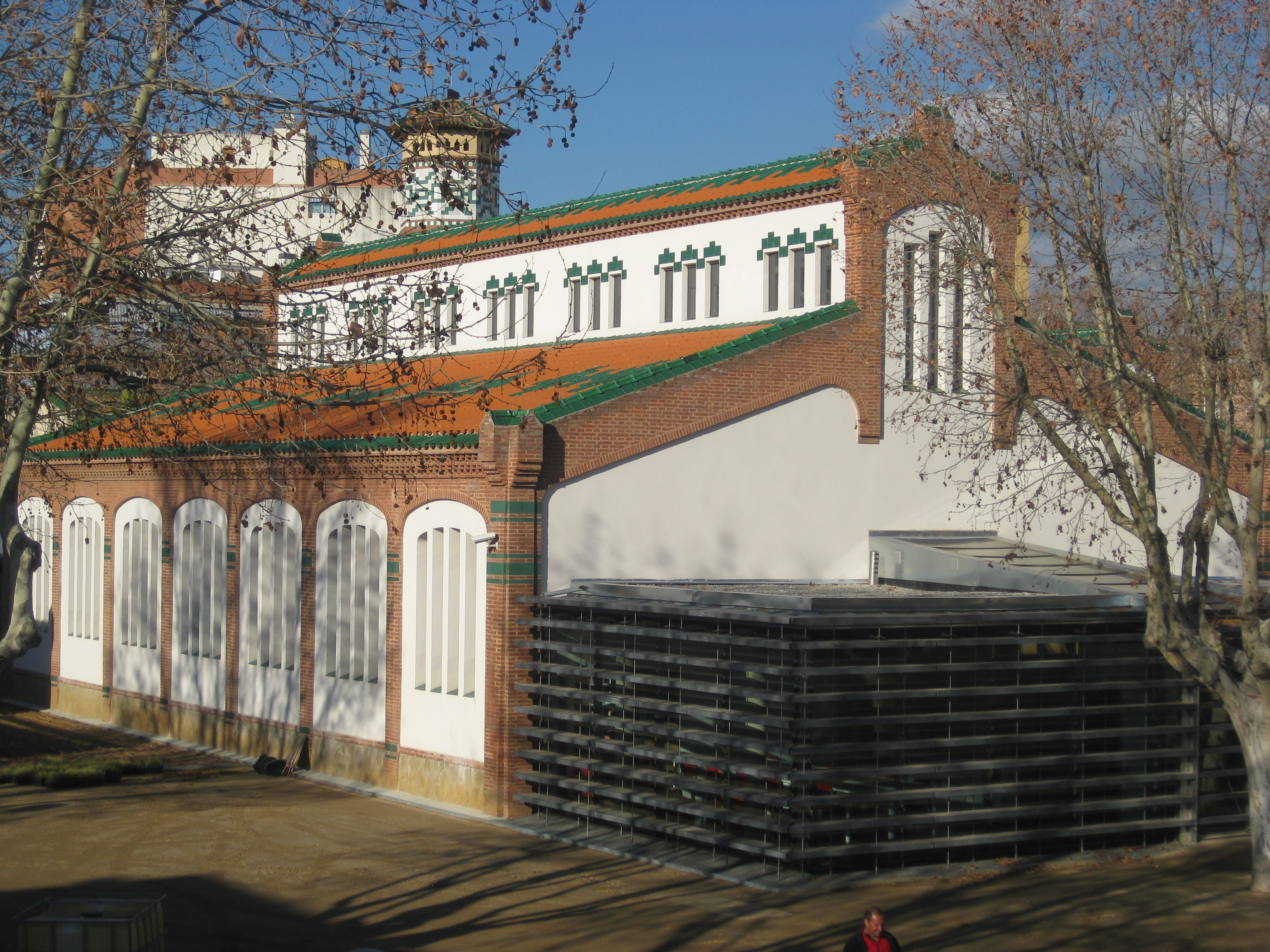
Nau de boví amb nou cós afegit en la rehabilitació per a ús com a biblioteca pública.
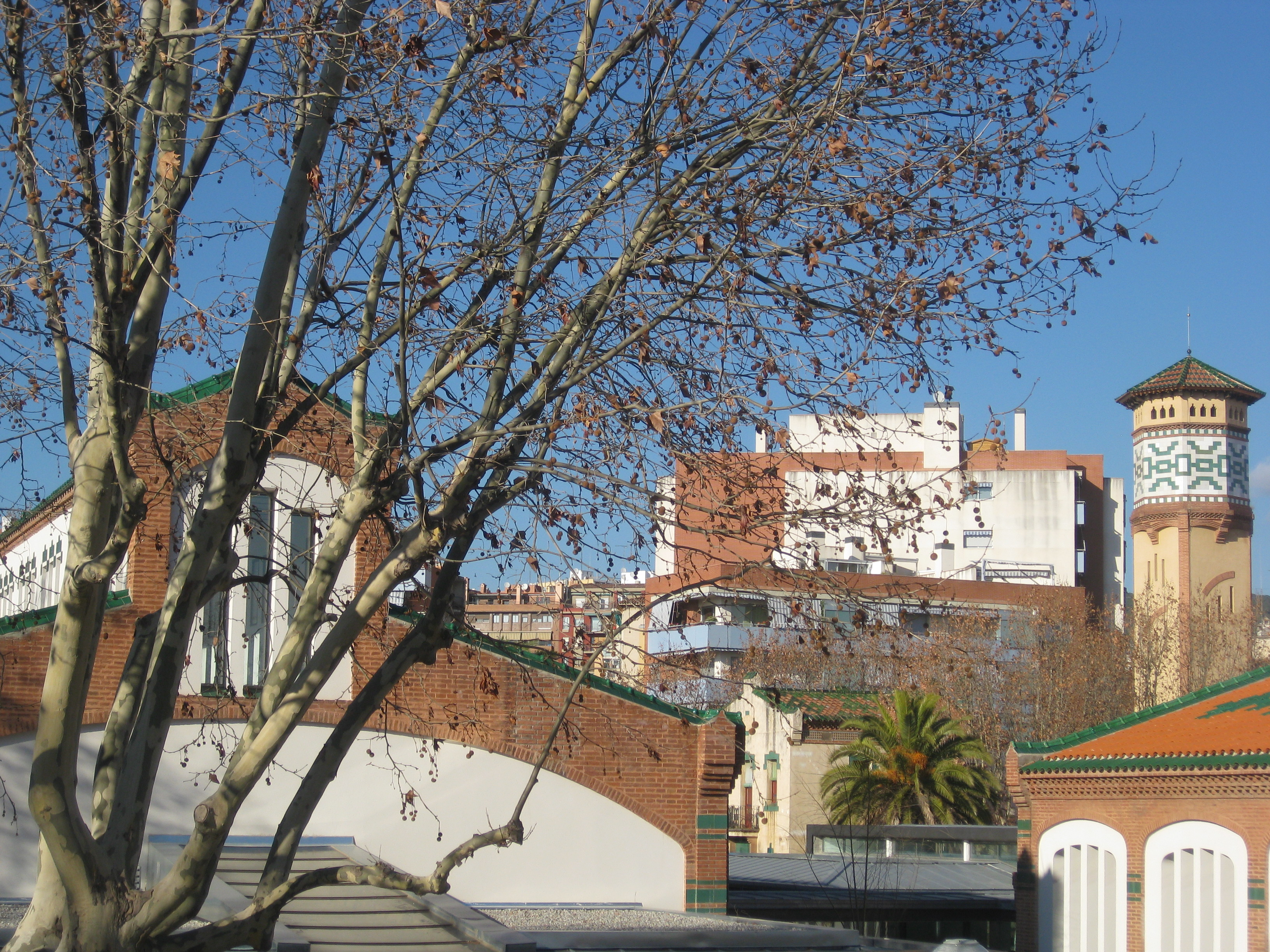
Nau de matança de porcí i nau central de matança de bestiar petit (llaner i cabrum) amb nou cós afegit en la rehabilitació per a ús com a biblioteca pública. Al fons, torre de dipòsit d'aigua elevat.